# خوزه آلبرتو کوئینینز
خوزه آلبرتو کوئینینز (انگلیسی: José Alberto Quiñónez؛ زادهٔ ۲۸ ژوئیهٔ ۱۹۹۰) ورزشکار هنرهای رزمی ترکیبی اهل مکزیک است. وی از سال ۲۰۱۴ میلادی تاکنون مشغول فعالیت بوده‌است.